# CySEC
La Cyprus Securities and Exchange Commission (Επιτροπή Κεφαλαιαγοράς), meglio conosciuta come CySEC, è l'authority di vigilanza di Cipro.
Da quando Cipro è diventata membro dell'Unione europea nel 2004, CySEC è diventata parte della direttiva europea MiFID, dando quindi alle società registrate a Cipro l'accesso ai mercati di tutti i paesi Europei.  Questo ha fatto sì che un gran numero di società offshore si registrino a Cipro, per trarre vantaggio del suo regime di regolamentazione.
È davvero notevole il numero di broker specializzati nel forex che sono riusciti ad ottenere l'accreditazione presso la CySEC; queste società infatti vedono Cipro come un modo facile per ottenere una licenza, senza dover però raggiungere i criteri più stringenti che sarebbero richiesti da altre authority Europee, e nonostante ciò, avere il via libera per operare in tutta Europa sotto la direttiva MiFID.

## Storia
CySEC è stata fondata nel 2001, come una società pubblica, grazie alla sezione 5 della "Cyprus Securities and Exchange Commission (Establishment and Responsibilities) Law of 2001".
L'ingresso di Cipro nella Unione Europea nel 2004 e l'adozione dell'Euro nel 2008 hanno significativamente cambiato il panorama di regolamentazione finanziaria che la CySEC controllava, che era precedentemente considerato un paradiso fiscale.
Il 3 maggio 2012, la CySEC ha annunciato un cambiamento sulla sua politica riguardante la classificazione delle opzioni binarie, ritenendole ora degli strumenti finanziari. L'effetto fu che i siti web di opzioni binarie basati a Cipro (che costituiscono la maggior parte di questi siti) dovevano essere regolamentati e vigilati. Questo evento rese la CySEC la prima authority/organo di vigilanza al mondo a riconoscere le opzioni binarie come strumenti finanziari.

## Responsabilità
La CySEC ha le seguenti responsabilità:
1. Supervisionare e controllare le operazioni del Cyprus Stock Exchange e le transazioni avvenute in esso, le società quotate, i brokers e società di intermediazione.
2. Supervisionare e controllare le società di servizi di investimento registrate, fondi d'investimento comune, consulenti finanziari e le società di gestione di fondi d'investimento.
3. Rilasciare licenze a società di investimento, oltre che consulenti finanziari, brokers e società di intermediazione.
4. Imporre sanzioni amministrative e penalità disciplinari a brokers, società di intermediazione, consulenti finanziari, e qualsiasi altra persona giuridica e non, che dovrebbero rispettare le previsioni di legge sui mercati finanziari.

## Struttura
CySEC è governata da un consiglio di cinque membri, composto da Chairman e Vice-Chairman (impiegati a tempo pieno), più altri tre membri. Inoltre, il Governatore della Banca Centrale di Cipro è rappresentato da un membro non votante.
I membri del consiglio sono nominati dal Consiglio dei Ministri, a seguito di una proposta del Ministero delle Finanze; il mandato dei membri dura 5 anni.